# Potoccy herbu Janina

Herb Janina

Potoccy herbu Janina – polski ród szlachecki wywodzący się z województwa lubelskiego.

## Historia
Do rodu Potockich herbu Janina należał Jakub Potocki, był dziedzicem wsi Potok zlokalizowanej w województwie lubelskim. Poślubił Barbarę Kochanowską i miał z nią córkę, Annę, którą wydał za Mikołaja Stoińskiego herbu Janina, lubelskiego pisarza ziemskiego.